# Max entre deux feux
 (juillet 2025).
Pour plus de détails, voir Fiche technique et Distribution.
Max entre deux feux est un film français réalisé par Max Linder, sorti en 1917.

## Fiche technique
- Titre : Max entre deux feux
- Réalisation : Max Linder
- Scénario : Max Linder
- Société de production : Pathé Frères
- Société de distribution : Pathé Frères
- Pays de production :  France
- Format : Noir et blanc — 35 mm — 1,37:1 — Muet
- Genre : Comédie
- Date de sortie : 
  - France : 4 mai 1917

## Distribution
- Max Linder
- Marcelle Leuville